# Sainte-Marguerite-des-Loges
Sainte-Marguerite-des-Loges là một xã ở tỉnh Calvados, thuộc vùng Normandie ở tây bắc nước Pháp.

## Dân số
| Năm | 1962 | 1968 | 1975 | 1982 | 1990 | 1999 | 2005 |
| --- | ---- | ---- | ---- | ---- | ---- | ---- | ---- |
| Dân số | 218  | 194  | 184  | 172  | 161  | 163  | 194  |
| From the year 1962 on: No double counting—residents of multiple communes (e.g. students and military personnel) are counted only once. 2005: Provisional population (annual survey). |      |      |      |      |      |      |      |